# Cmentarz wojenny nr 94 – Stróżówka
Cmentarz wojenny nr 94 – Stróżówka – cmentarz z I wojny światowej, zaprojektowany przez Hansa Mayra znajdujący się we wsi Stróżówka w powiecie gorlickim, w gminie Gorlice. Jeden z ponad 400 zachodniogalicyjskich cmentarzy wojennych zbudowanych przez Oddział Grobów Wojennych C. i K. Komendantury Wojskowej w Krakowie. Należy do III Okręgu Cmentarnego Gorlice.
Na cmentarzu pochowano 43 żołnierzy w 10 pojedynczych grobach i 12 mogiłach zbiorowych:
- 43 żołnierzy austro-węgierskich
- 7 żołnierzy rosyjskich

poległych w maju 1915.

## Galeria

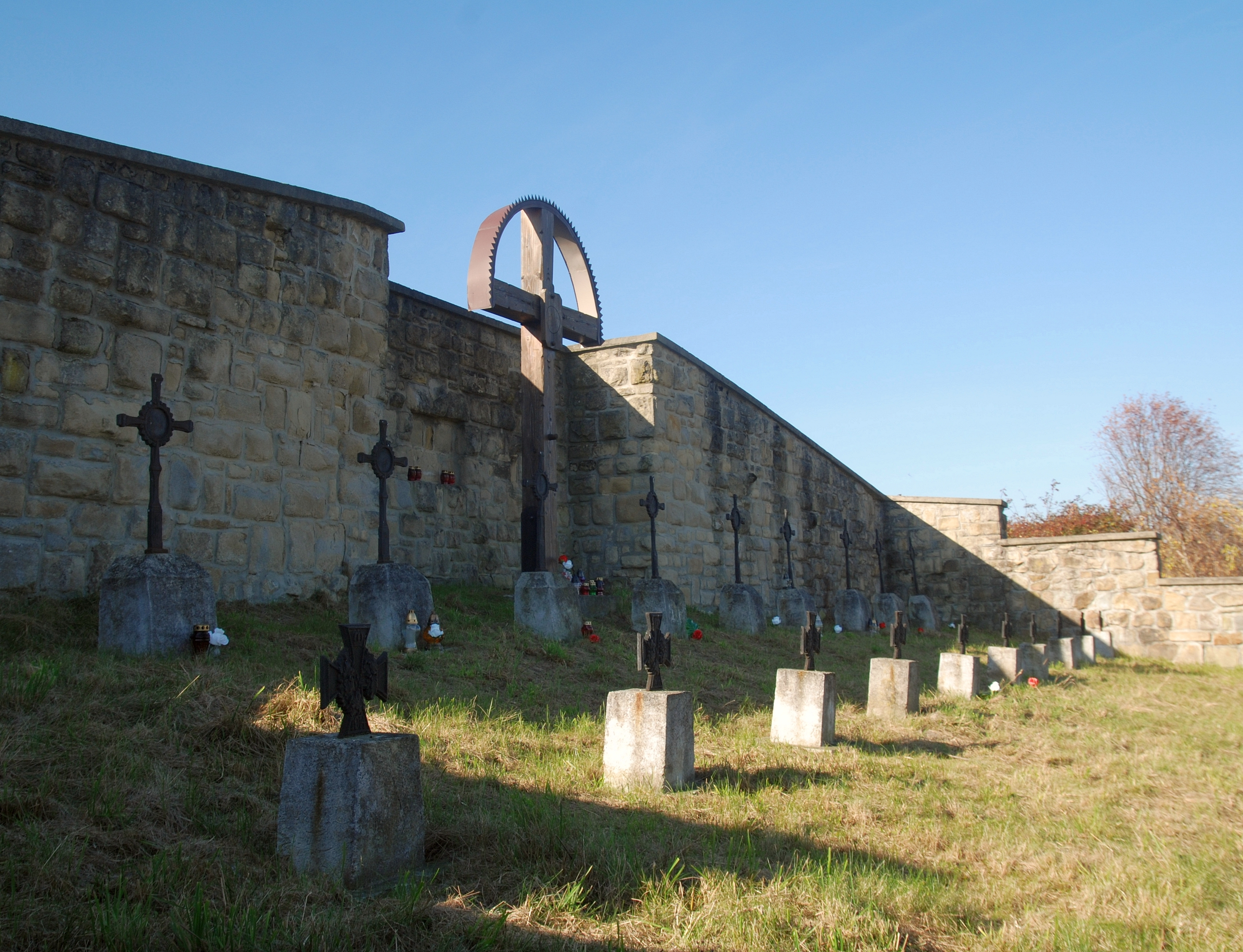
Widok od strony południowej
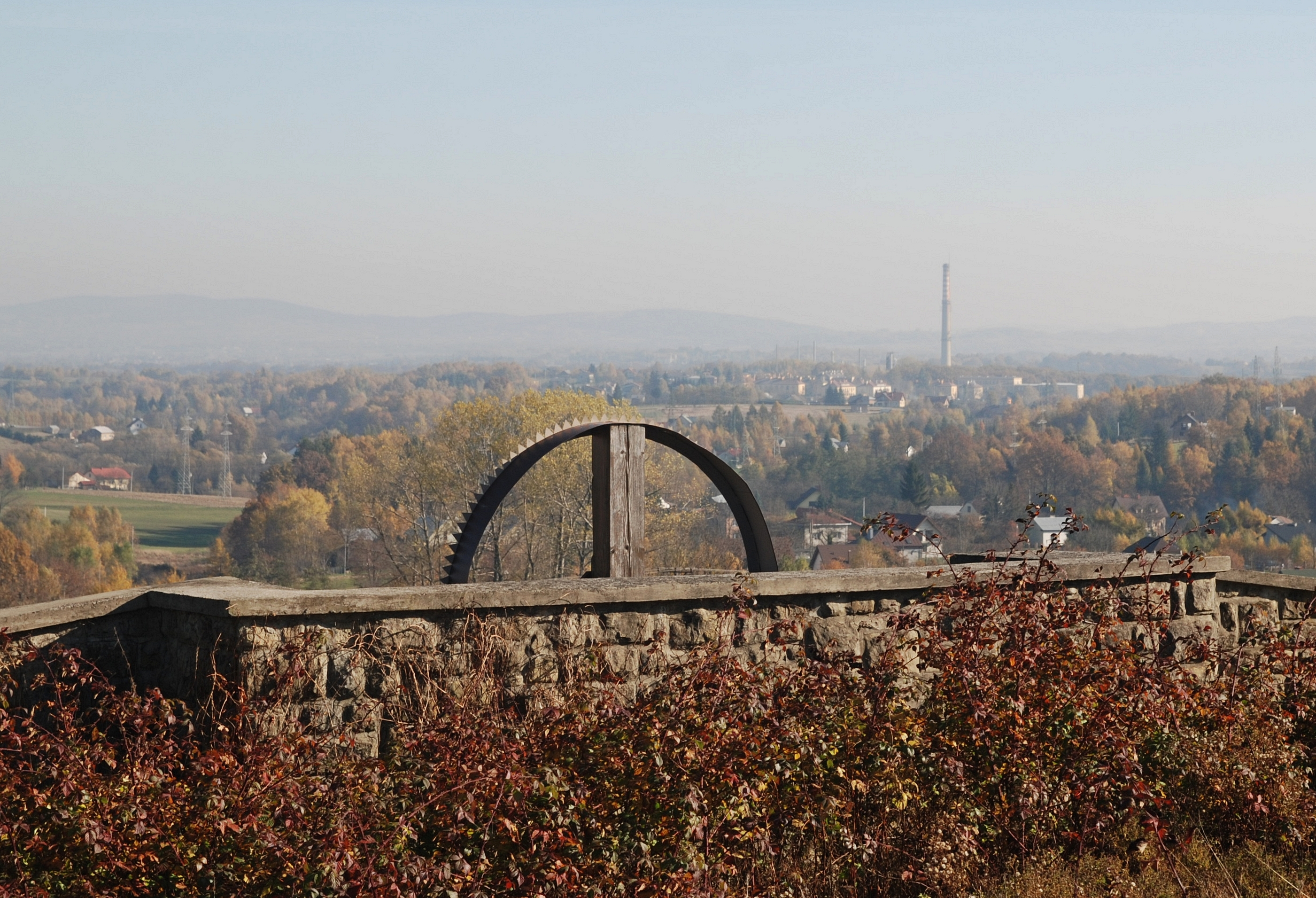
Widok od strony zachodniej
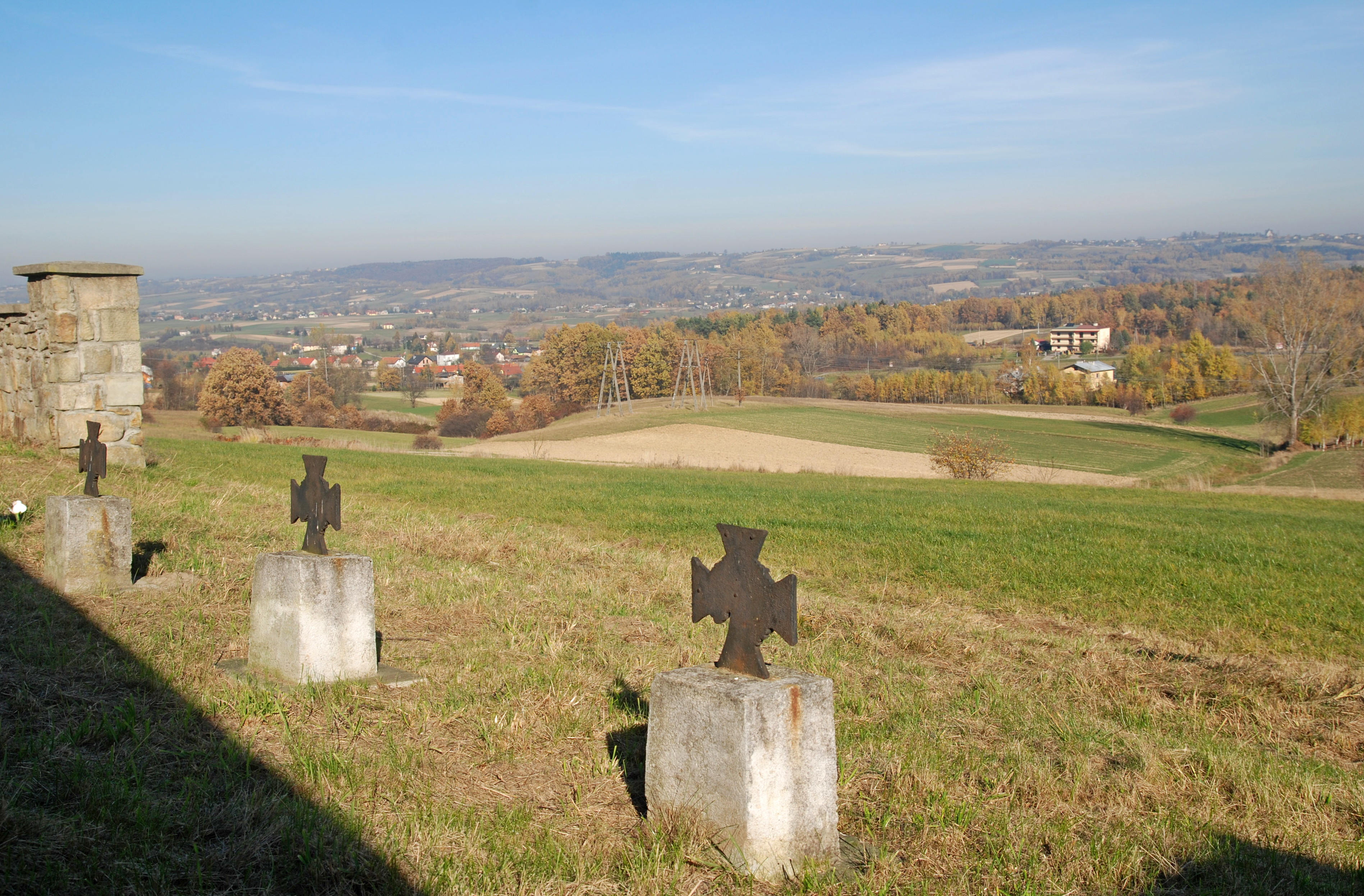
Fragment cmentarza
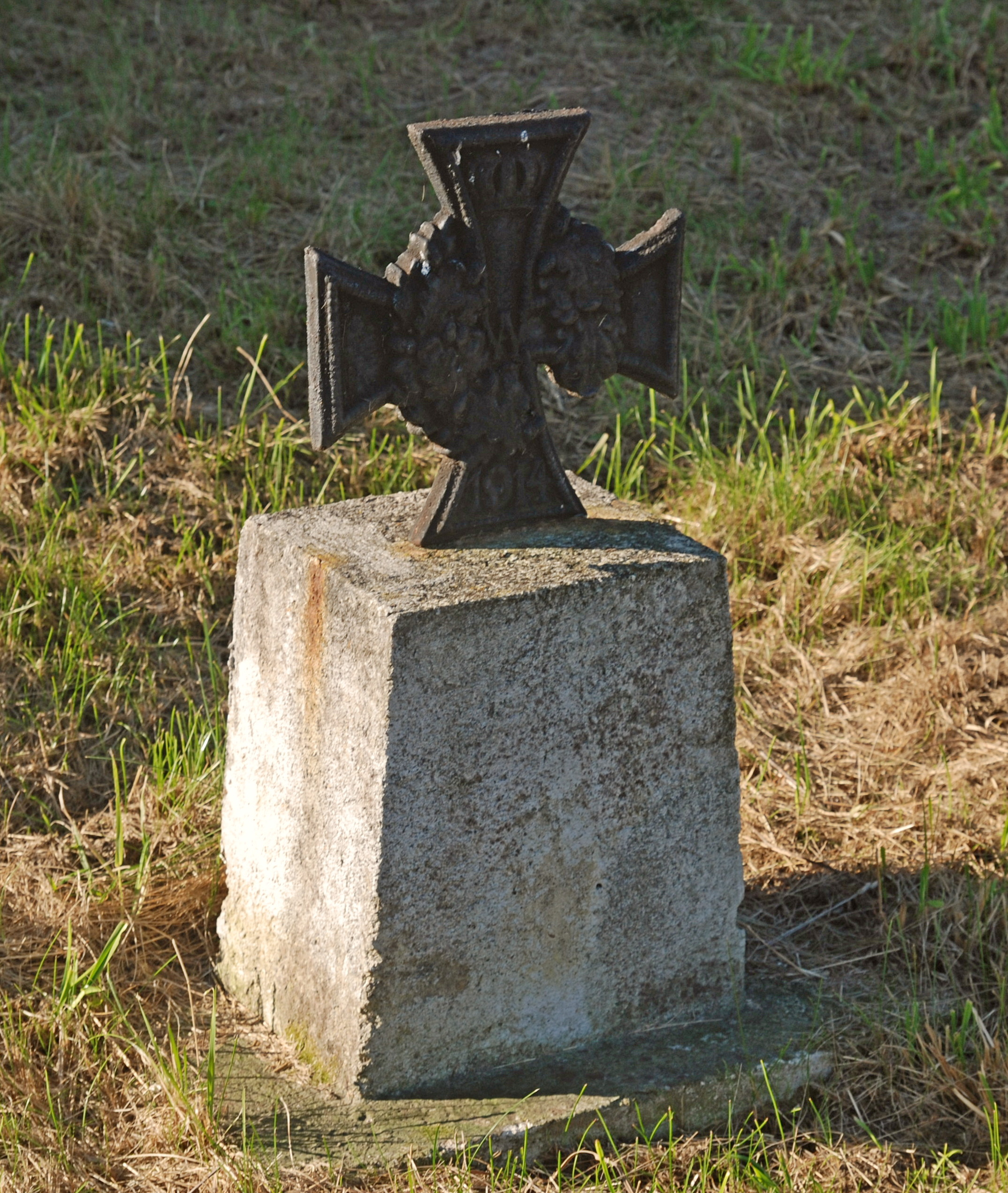
Nagrobek z austriackim krzyżem Ludwiga
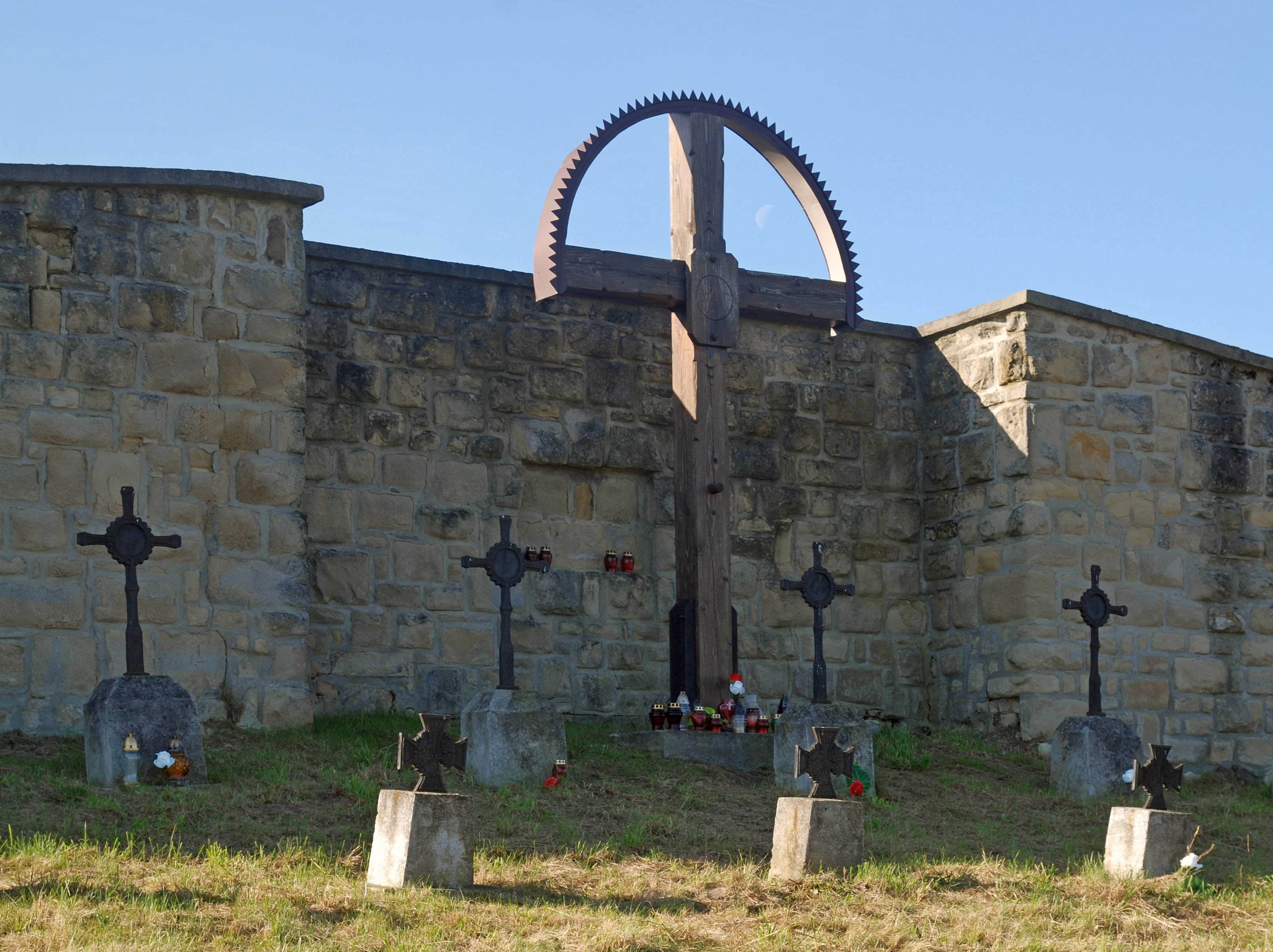
Widok na krzyż centralny Mayra
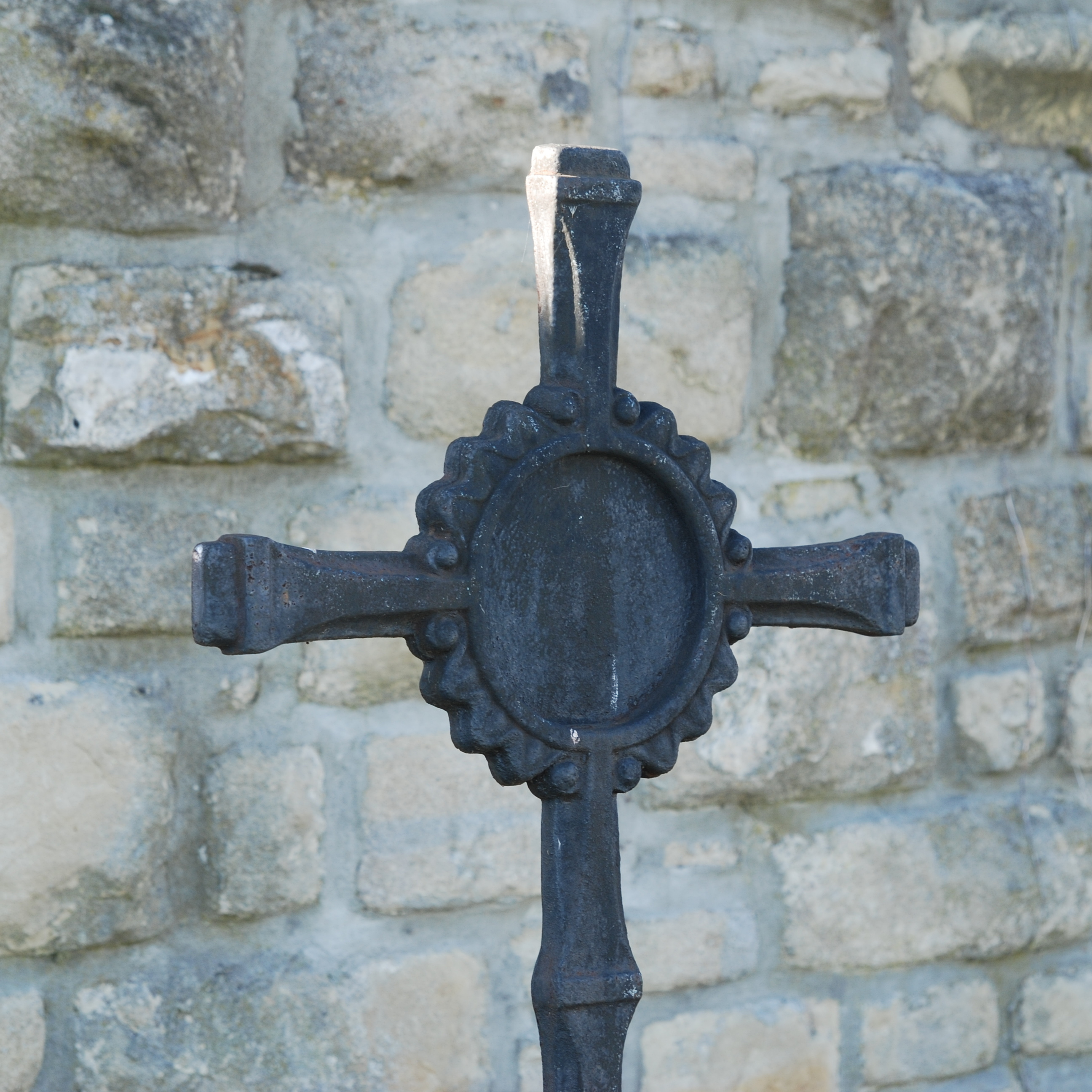
Łaciński krzyż Mayra